# Stefan Claesson
Stefan Claesson, född 1950, är en svensk geolog. Han disputerade 1981 vid Stockholms universitet och är sedan 1990 professor i isotopgeologi vid Naturhistoriska riksmuseet. Han invaldes 2001 som ledamot av Vetenskapsakademien.